# Indian Heights
Indian Heights és una concentració de població designada pel cens dels Estats Units a l'estat d'Indiana. Segons el cens del 2006 tenia 3.274 habitants.

## Demografia
Segons el cens del 2000, Indian Heights tenia 3.274 habitants, 1.213 habitatges, i 930 famílies. La densitat de població era de 1.469,9 habitants/km².
Dels 1.213 habitatges en un 38,7% hi vivien nens de menys de 18 anys, en un 57,8% hi vivien parelles casades, en un 14,1% dones solteres, i en un 23,3% no eren unitats familiars. En el 20,8% dels habitatges hi vivien persones soles el 8,1% de les quals corresponia a persones de 65 anys o més que vivien soles. El nombre mitjà de persones vivint en cada habitatge era de 2,7 i el nombre mitjà de persones que vivien en cada família era de 3,1.
Per edats la població es repartia de la següent manera: un 30,4% tenia menys de 18 anys, un 7,5% entre 18 i 24, un 30,8% entre 25 i 44, un 21% de 45 a 60 i un 10,2% 65 anys o més.
L'edat mediana era de 33 anys. Per cada 100 dones de 18 o més anys hi havia 90,6 homes.
La renda mediana per habitatge era de 45.444$ i la renda mediana per família de 50.128$. Els homes tenien una renda mediana de 45.909$ mentre que les dones 21.250$. La renda per capita de la població era de 18.062$. Entorn del 4,1% de les famílies i el 4,6% de la població estaven per davall del llindar de pobresa.

## Poblacions més properes
El següent diagrama mostra les poblacions més properes.